# Dâmbovița (distrito)

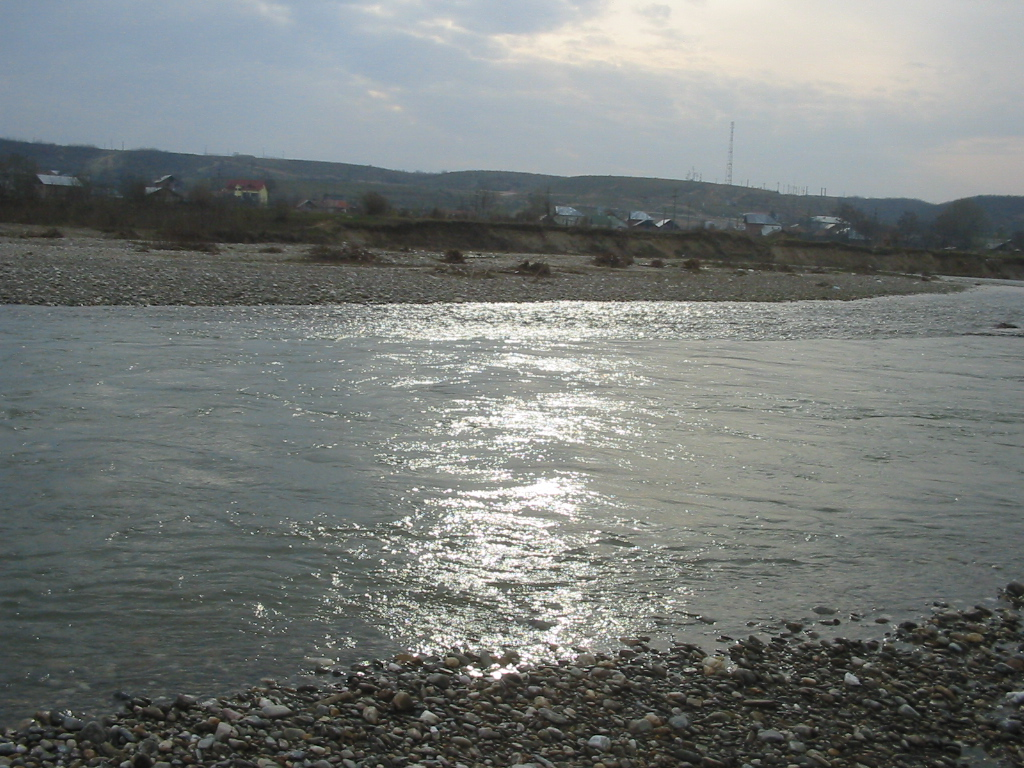
Rio Dâmboviţa em Măneşti

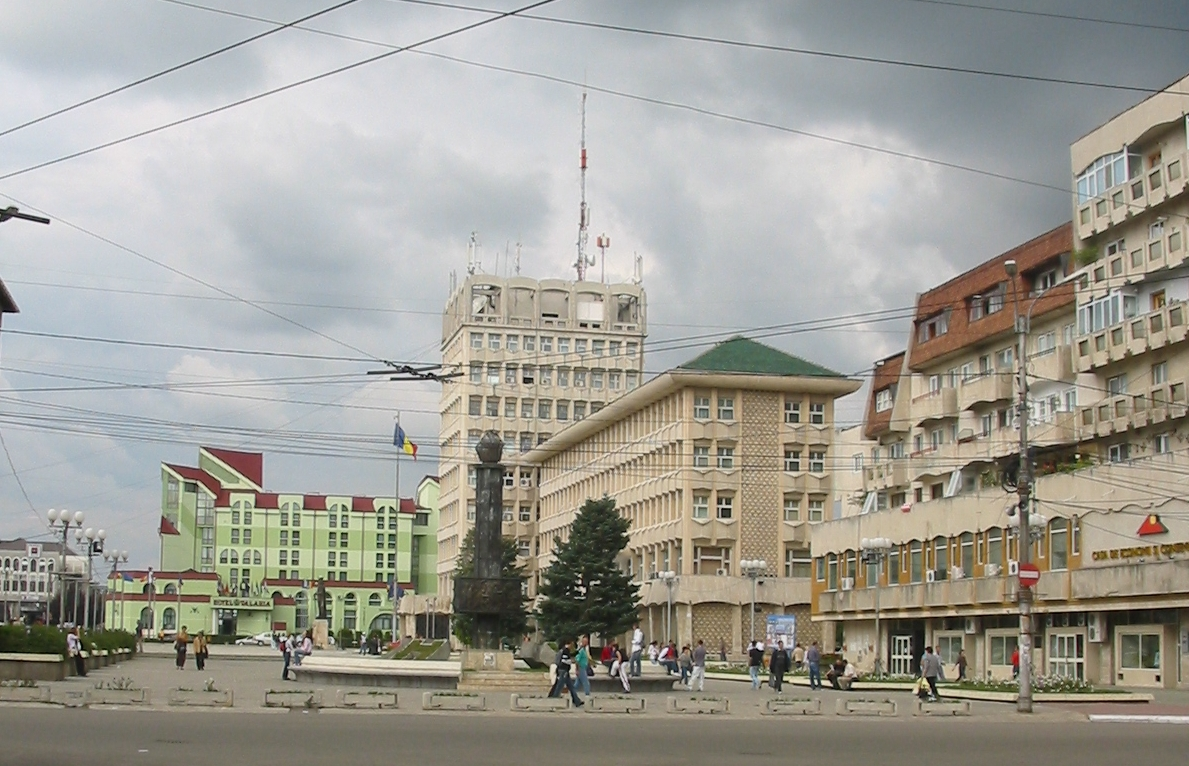
Centro de Târgovişte capital de Dâmboviţa

Dâmbovița é um județ (distrito) da Romênia, na região da Valáquia. Sua capital é a cidade de Târgoviște.

## Geografia
A paisagem possui três formas principais. No norte estão as montanhas dos Cárpatos Meridional - os Montes Bucegi e os Montes Leaota; no centro estão as colinas sub-carpatianas, o sul faz parte da Planície Romena.
|  |

O principal rio do distrito é o rio Dâmbovița. O rio Ialomiţa corta o norte e o leste do distrito, enquanto o  rio Argeş corta o sul.

### Limites
- Ilfov e Prahova a leste;
- Argeş a oeste;
- Braşov ao norte;
- Teleorman e Giurgiu ao sul.

## Demografia
Em 2002 possuía uma população de 541.763 habitantes com uma densidade demográfica de 134 hab/km². É m dos distritos da Romênia com maior densidade demográfica.

### Grupos étnicos
- Romenos: 96,7%[1]
- Ciganos: 3,1% e outros.

### Evolução da população
| \| ano \| habitantes \| \| ---- \| ---------- \| \| 1930 \| 354.471 \| \| 1948 \| 409.272 \| \| 1956 \| 438.985 \| \| 1966 \| 453.241 \| \| 1977 \| 527.620 \| \| 1992 \| 562.041 \| \| 2002 \| 541.763 \| |            |
| ano | habitantes |
| 1930 | 354.471    |
| 1948 | 409.272    |
| 1956 | 438.985    |
| 1966 | 453.241    |
| 1977 | 527.620    |
| 1992 | 562.041    |
| 2002 | 541.763    |

## Economia
As indústrias predominantes no distrito são:
- Indústria metalúrgica;
- indústria de equipamentos de extração de petróleo;
- indústria alimentícia;
- indústria de eletrodomésticos;
- indústria têxtil;
- Indústria química;.
- indústria de materiais de construção.

## Turismo

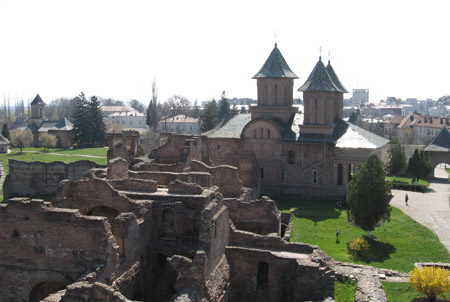
Castelo em Târgovişte

Os principais destinos turísticos são:
- a cidade de Târgovişte - antiga capital da Valáquia;
- o resort de Pucioasa;
- o vale do rio Ialomiţa - Peştera Ialomicioarei.

## Divisões administrativas
O distrito possui dois municípios, 5 cidades e 82 comunas.

### Municípios
- Târgovişte
- Moreni

### Cidades

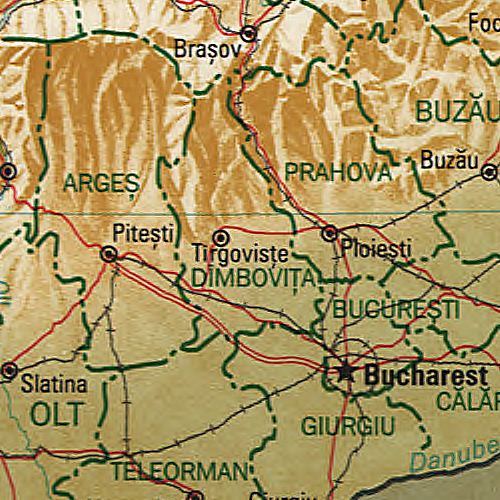
Mapa de Dâmboviţa

- Fieni
- Găeşti
- Pucioasa
- Răcari
- Titu

### Comunas
| - Aninoasa - Băleni - Bărbuleţu - Bezdead - Bilciureşti - Braniştea - Brăneşti - Brezoaele - Buciumeni - Bucşani - Butimanu - Cândeşti | - Ciocăneşti - Cobia - Cojasca - Comişani - Conţeşti - Corbii Mari - Cornăţelu - Corneşti - Costeştii din Vale - Crângurile - Crevedia - Dărmăneşti | - Dobra - Doiceşti - Dragodana - Dragomireşti - Finta - Glodeni - Gura Foii - Gura Ocniţei - Gura Şuţii - Hulubeşti - I. L. Caragiale - Iedera | - Lucieni - Ludeşti - Lunguleţu - Malu cu Flori - Măneşti - Mătăsaru - Mogoşani - Moroeni - Morteni - Moţăieni - Niculeşti - Nucet | - Ocniţa - Odobeşti - Perşinari - Pietrari - Petreşti - Pietroşiţa - Poiana - Potlogi - Produleşti - Pucheni - Raciu - Răscăeţi | - Răzvad - Râu Alb - Runcu - Sălcioara - Slobozia Moară - Şelaru - Şotânga - Tărtăşeşti - Tătărani - Ulieşti - Ulmi - Văcăreşti | - Valea Lungă - Valea Mare - Văleni-Dâmboviţa - Vârfuri - Vişina - Vişineşti - Vlădeni - Voineşti - Vulcana-Băi - Vulcana-Pandele |